# Óscar Vílchez
Óscar Christopher Vílchez Soto (ur. 21 stycznia 1986 w Chiclayo) – peruwiański piłkarz występujący na pozycji pomocnika w peruwiańskim klubie Alianza Lima oraz w reprezentacji Peru. W swojej karierze grał także w takich zespołach jak Sport Áncash, Melgar, Sporting Cristal oraz Juan Aurich. Znalazł się w kadrze na Copa América 2016.